# Callistephus chinensis
Callistephus chinensis/kæˈlɪst[invalid input: 'ɨ']fəs/ là một loài thực vật có hoa trong họ Cúc. Loài này được (L.) Nees mô tả khoa học đầu tiên năm 1832.

## Hình ảnh

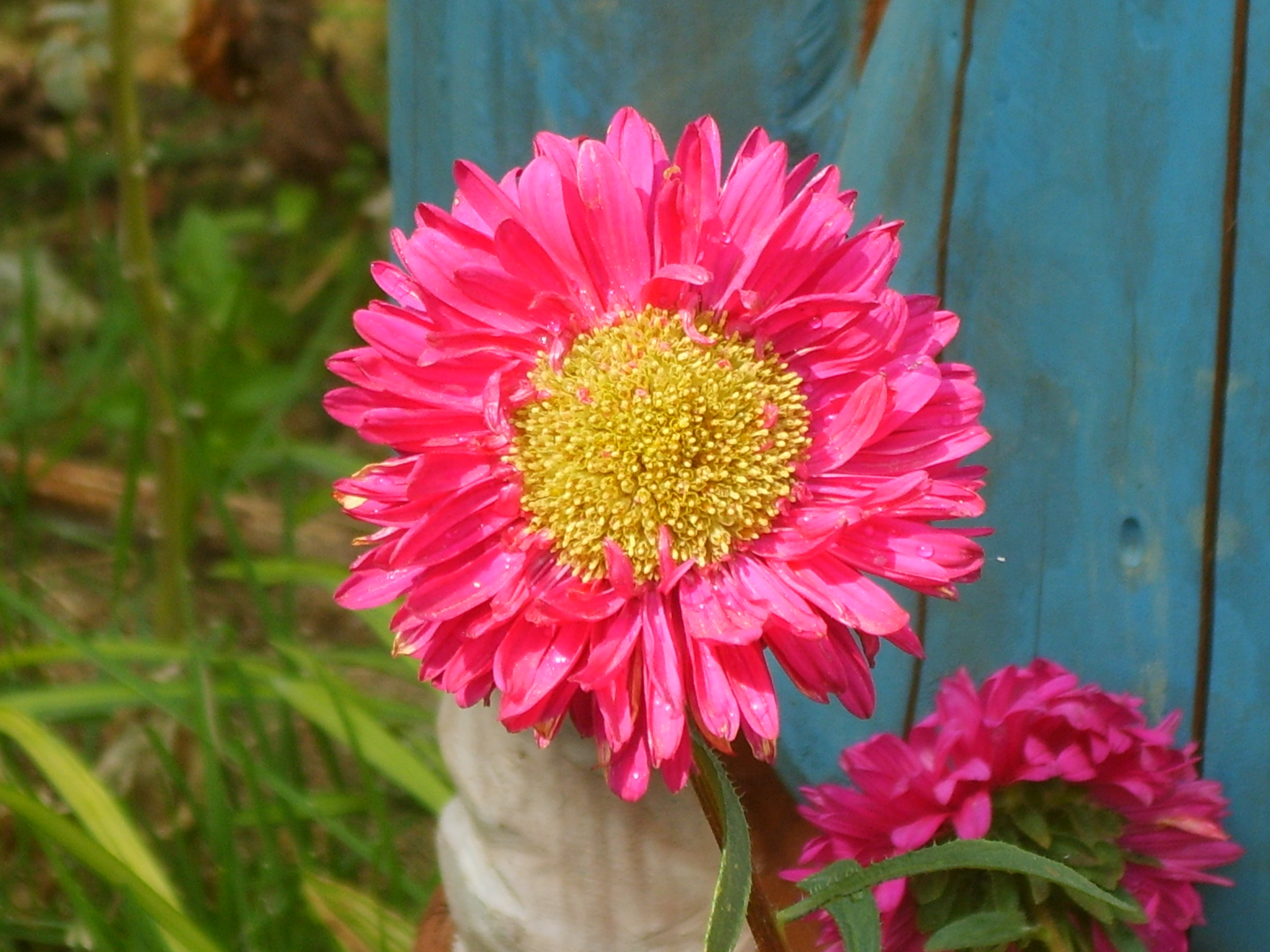
In pink
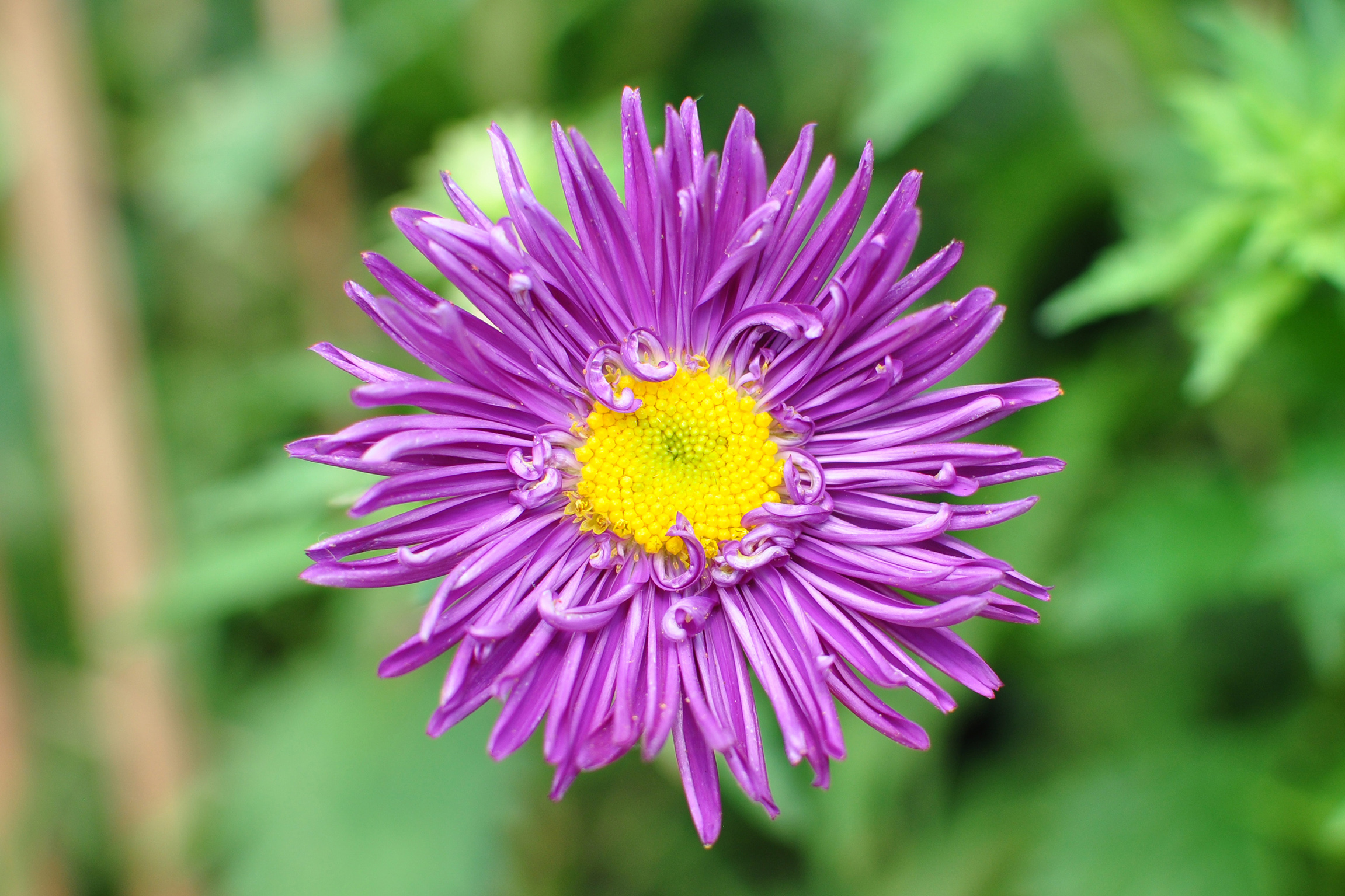
In lilac
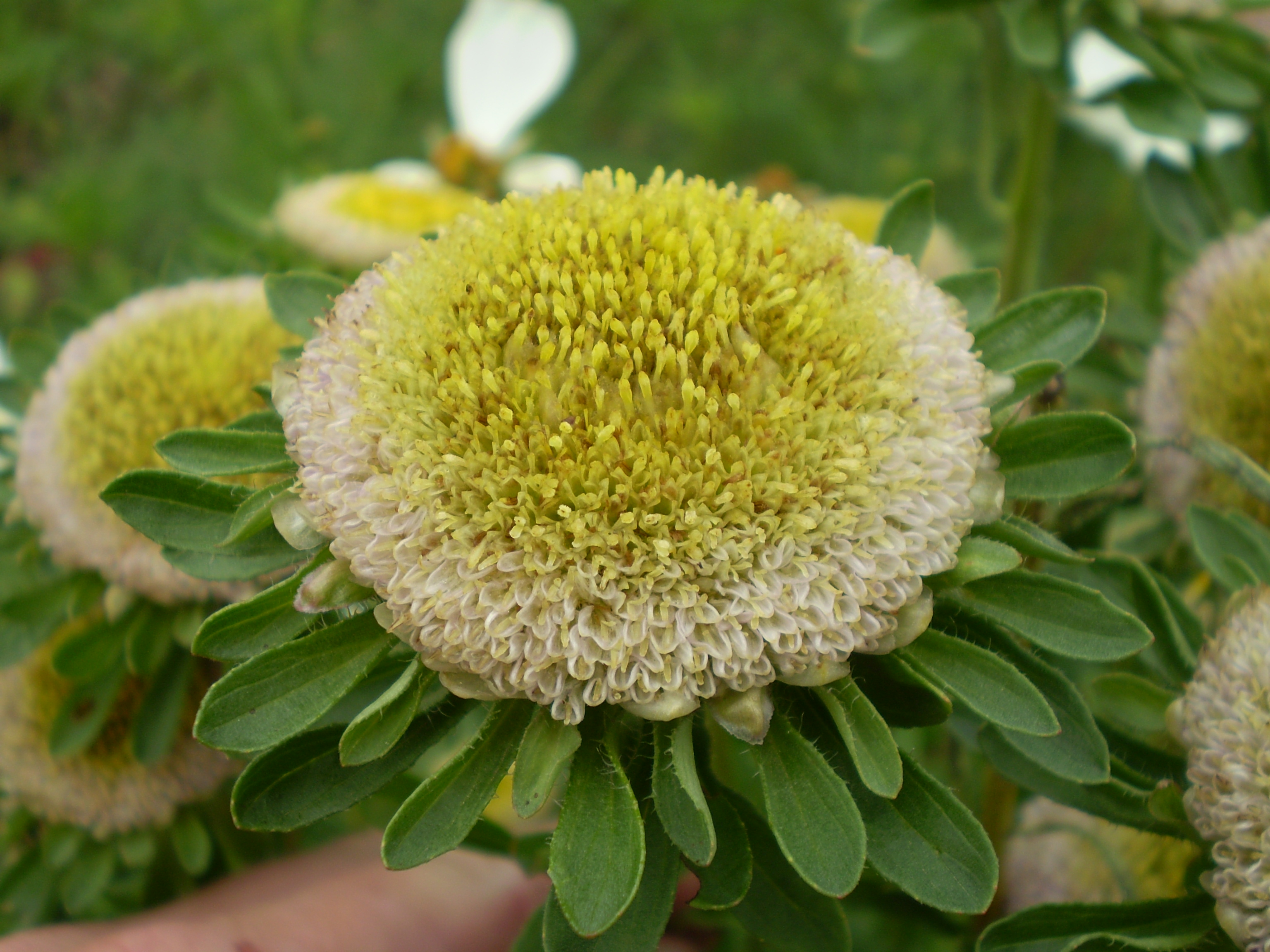
In yellow
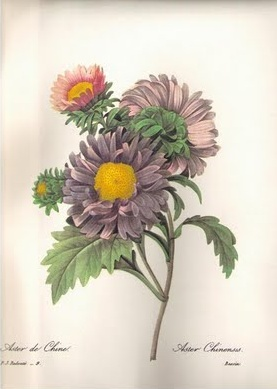
Aster de Chine (1833) by Pierre-Joseph Redouté
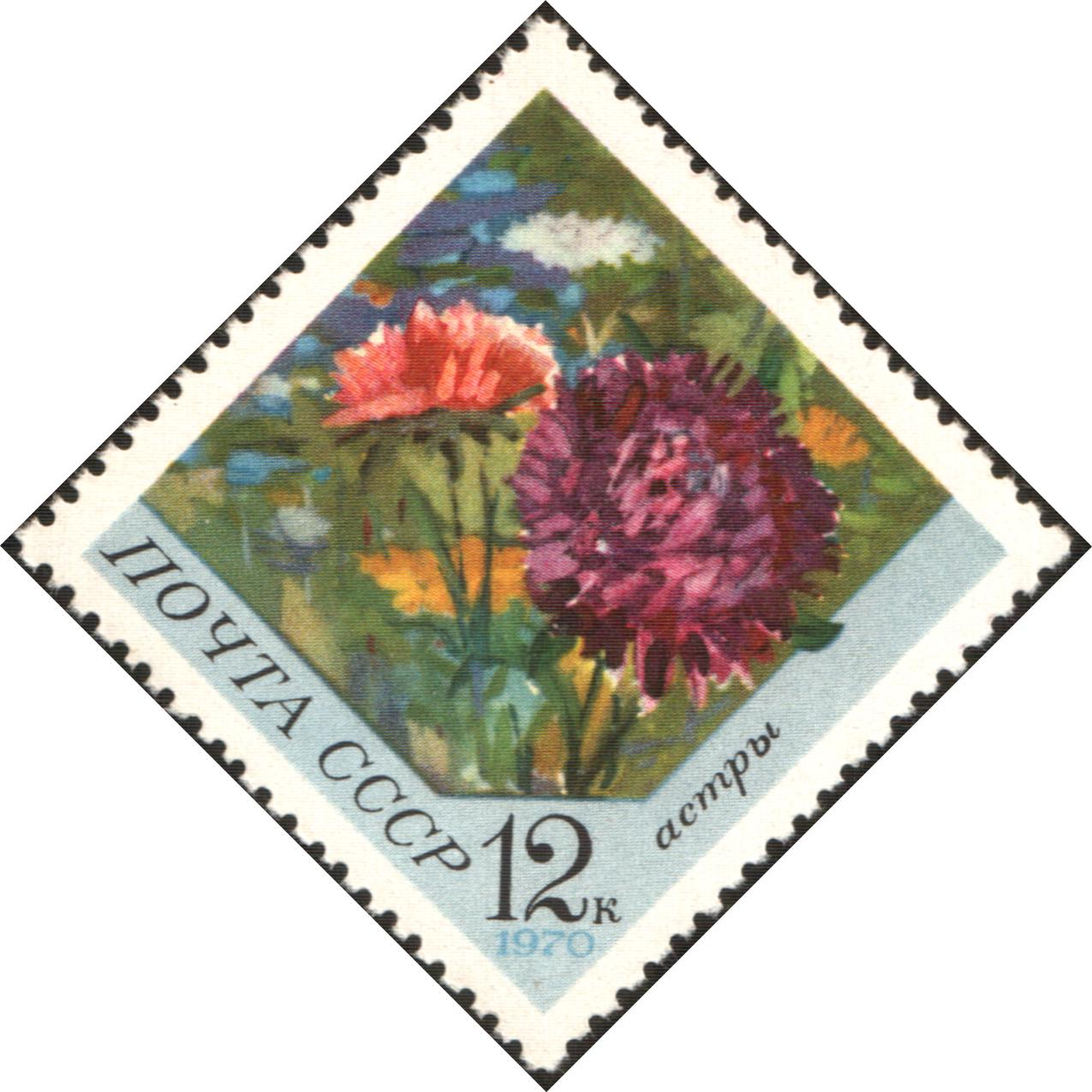
On a 1970 USSR postage stamp